# Championnat de Tunisie de football 2000-2001
Navigation
Saison précédente Saison suivante
La saison 2000-2001 du Championnat de Tunisie de football était la 46e édition de la première division tunisienne à poule unique, la Ligue Professionnelle 1. Les douze meilleurs clubs tunisiens jouent les uns contre les autres à deux reprises durant la saison, à domicile et à l'extérieur. En fin de saison, les deux derniers du classement sont relégués et remplacés par les deux meilleurs clubs de Ligue Professionnelle 2.
L'Espérance sportive de Tunis, triple tenante du titre, décroche le 16e titre de champion de Tunisie de son histoire en terminant en tête du classement, avec 19 points d'avance sur l'Étoile sportive du Sahel et 21 sur le Club Africain. Elle termine la saison avec une seule défaite et en encaissant seulement 8 buts en 22 rencontres. L'un des promus, le Club Sportif de Hammam-Lif, réalise une superbe saison en terminant à la 5e place du classement et en décrochant la Coupe de Tunisie.

## Les 12 clubs participants
| - CA Bizerte - Club africain - Espérance sportive de Tunis - Étoile sportive du Sahel - Association sportive de Djerba - Promu de LP2 - Union sportive monastirienne | - Club Sportif de Hammam-Lif - Promu de LP2 - Stade tunisien - CS sfaxien - Espérance sportive de Zarzis - Jeunesse sportive kairouanaise - Olympique de Béja |

## Compétition

### Classement
Le barème de points servant à établir le classement se décompose ainsi :
- Victoire : 3 points
- Match nul : 1 point
- Défaite : 0 point

| Rang | Équipe                             | Pts | J  | G  | N | P  | Bp | Bc | Diff |
| ---- | ---------------------------------- | --- | -- | -- | - | -- | -- | -- | ---- |
| 1    | Espérance sportive de Tunis (T)    | 57  | 22 | 18 | 3 | 1  | 38 | 8  | +30  |
| 2    | Étoile sportive du Sahel           | 38  | 22 | 10 | 8 | 4  | 25 | 15 | +10  |
| 3    | Club Africain                      | 36  | 22 | 9  | 9 | 4  | 28 | 18 | +10  |
| 4    | CS sfaxien                         | 34  | 22 | 9  | 7 | 6  | 30 | 24 | +6   |
| 5    | Club Sportif de Hammam-Lif (P) (C) | 33  | 22 | 8  | 9 | 5  | 25 | 27 | -2   |
| 6    | Stade tunisien                     | 30  | 22 | 8  | 6 | 8  | 32 | 28 | +4   |
| 7    | Union sportive monastirienne       | 27  | 22 | 7  | 6 | 9  | 26 | 28 | -2   |
| 8    | Espérance sportive de Zarzis       | 25  | 22 | 7  | 4 | 11 | 19 | 29 | -10  |
| 9    | CA Bizerte                         | 24  | 22 | 6  | 6 | 10 | 15 | 19 | -4   |
| 10   | Olympique de Béja                  | 23  | 22 | 5  | 8 | 9  | 16 | 23 | -7   |
| 11   | Association sportive de Djerba (P) | 19  | 22 | 5  | 4 | 13 | 24 | 37 | -13  |
| 12   | Jeunesse sportive kairouanaise     | 12  | 22 | 2  | 6 | 14 | 18 | 40 | -22  |

|  | Qualification pour la Ligue des champions 2002                                               |
|  | Qualification pour la Coupe des Coupes 2002                                                  |
|  | Qualification pour la Coupe de la CAF 2002                                                   |
|  | Relégation directe en Ligue Professionnelle 2                                                |
|  | (T) Tenant du titre (C) Vainqueur de la Coupe de Tunisie (P) Club promu de deuxième division |

## Bilan de la saison
| Championnat de Tunisie de football 2000-2001 |                                         |
| Champion                                     | Espérance sportive de Tunis (16e titre) |
| Coupes et trophées                           |                                         |
| Vainqueur de la Coupe de Tunisie 2000-2001   | Club Sportif de Hammam-Lif              |
| Qualifications continentales                 |                                         |
| Ligue des champions 2002                     | Espérance sportive de Tunis             |
| Coupe des Coupes 2002                        | Club Sportif de Hammam-Lif              |
| Coupe de la CAF 2002                         | Étoile sportive du Sahel                |
| Promotions et relégations                    |                                         |
| Promus en Ligue Professionnelle 1            | Club olympique de Médenine              |
| Promus en Ligue Professionnelle 1            | Club olympique des transports           |
| Relégués en Ligue Professionnelle 2          | Association sportive de Djerba          |
| Relégués en Ligue Professionnelle 2          | Jeunesse sportive kairouanaise          |